# Dasypyrum hordeaceum
Dasypyrum hordeaceum là một loài thực vật có hoa trong họ Hòa thảo. Loài này được (Hack.) P.Candargy mô tả khoa học đầu tiên năm 1901.